# 三木力雄
三木 力雄（みき りきお、1957年〈昭和32年〉7月29日 - ）は、日本の元バスケットボール選手で、現在は指導者。京都府出身。現役時代のポジションはポイントガード。B3リーグ・東京八王子ビートレインズヘッドコーチ。

## 来歴
東山高等学校から京都産業大学を経て、1980年に熊谷組に入社。
10年間選手として活躍し、引退後は母校である京産大を始め、中学生、国体チームなどで指導者として育成に取り組む。
2003年、さいたまブロンコスのヘッドコーチに就任。チームを日本リーグ2連覇に導く。
bjリーグ発足後は、テクニカルアドバイザーに退くが、2006-07シーズンは山根謙二ヘッドコーチの下、アシスタントコーチを務めた。一方で、RBC東京（旧ブロンコスクラブ）のコーチも務める。
2015-16シーズンは埼玉のアソシエイトコーチ、2020-21シーズンから2シーズンは八王子のアソシエイトコーチを歴任し、2022-23シーズンよりB3リーグに新規参入した立川ダイスのアソシエイトコーチを務め、2023年6月30日に退団。
2023-2024シーズンは、京都ハンナリーズU15コーチを経て、金沢武士団ヘッドコーチに就任。2024年6月30日に退任した。
同年6月12日、東京八王子ビートレインズの2024-25シーズンのヘッドコーチに就任することが発表された。